# Pendez-le par les pieds
Série
Le Cavalier et le Samouraï
(1968)
Pour plus de détails, voir Fiche technique et Distribution.
Pendez-le par les pieds (Get Mean) est un western spaghetti hispano-américano-italien réalisé par Ferdinando Baldi et sorti en 1975.
C'est le quatrième et dernier épisode de la tétralogie de L'Étranger joué par Tony Anthony après Un dollar entre les dents, Un homme, un cheval et un pistolet et Le Cavalier et le Samouraï.

## Fiche technique
Sauf indication contraire, les informations mentionnées dans cette section peuvent être confirmées par la base de données cinématographiques IMDb,  présente dans la section « Liens externes ».
- Titre français : Pendez-le par les pieds[1]
- Titre original : Get Mean[2]
- Réalisateur : Ferdinando Baldi
- Scénario : Tony Anthony, Wolfe Lowenthal, Lloyd Battista
- Photographie : Mario Perino
- Montage : Toni Manfredi
- Musique : Franco Bixio, Fabio Frizzi, Vince Tempera
- Sociétés de production : Strange Films
- Pays de production :  Italie,  États-Unis,  Espagne
- Langue de tournage : italien
- Format : Couleur (Technicolor) - 2,35:1 - Son mono - 35 mm
- Durée : 87 minutes (1h27)
- Genre : western spaghetti
- Dates de sortie :
  - États-Unis : 21 décembre 1975 (Lawton) ; mai 1976
  - France : 2 novembre 1977[1]

## Distribution
- Tony Anthony : L'Étranger
- Lloyd Battista : Sombra
- Diana Lorys : Princesse Elisabetta Maria
- Raf Baldassarre : Diego
- David Dreyer : Alfonso